# The Fake Sound of Progress (singolo)
The Fake Sound of Progress è un singolo del gruppo musicale gallese Lostprophets, pubblicato nel 2002 ed estratto dall'album The Fake Sound of Progress.

## Tracce
CD 1
1. The Fake Sound of Progress (radio edit) – 4:21
2. Happy New Year, Have a Good 1985 (demo) – 3:17
3. A View to a Kill (Duran Duran cover) – 3:42

CD 2
1. The Fake Sound of Progress (radio edit) – 4:21
2. Shoulder to the Wheel (Saves the Day cover) – 3:22
3. Need You Tonight (INXS cover) – 3:46

## Formazione
- Ian Watkins – voce
- Jamie Oliver – synth, turntables, sampler
- Lee Gaze – chitarra
- Mike Lewis – chitarra
- Stuart Richardson – basso
- Mike Chiplin – batteria, percussioni